# Мозальов Василь Петрович
Мозальов Василь Петрович (5 лютого 1936, с. Бірюлі, Білоруська РСР) — український та радянський політик й управлінець місцевого рівня, міський голова міста Первомайська в 1980—1983 рр. і в 2002 — 2010 рр.

## Біографія

### Радянський період
Вищу освіту здобув у Харківському інституті гірничого машинобудування, автоматики і обчислювальної техніки, який закінчив 1963 року за спеціальністю «розробка родовищ корисних копалин», гірничий інженер.
Трудовий шлях:
03.08.1956 - 28.09.1959 Змінний  майстер з обліку  електрообладнання,  підземний  майстер  дільниці  №4,  підземний майстер  дільниці  вентиляції  шахти № 22 ім. Кірова тресту «Кіроввугілля» 
28.09.1959 - 09.08.1961 Секретар комсомольської організації  цієї ж шахти.
09.08.1961 - 19.07.1962 Перший секретар  Голубівського  райкому ЛКСМУ.
19.07.1962 - 31.10.1966 Перший секретар Кадіївського міського комітету ЛКСМУ.
01.11.1966 - 11.05.1973 Інструктор відділу  вугільної промисловості Луганського  обкому Компартії  України. 
11.05.1973 - 04.01.1974 Заступник  директора з виробництва, виконувач обов'язків головного інженера шахти «Дуванна»  комбінату «Краснодонвугілля».
04.01.1974 - 23.05.1977 Другий секретар Краснодонського міського комітету Компартії  України.
23.05.1977 - 28.06.1977 Заступник  директора з виробництва  комбінату «Кадіїввугілля»
28.06.1977 - 28.08.1980 Голова виконкому Кадіївської міської ради народних  депутатів. 
28.08.1980 - 05.12.1983 Перший секретар Первомайського міського комітету  Компартії України  
05.12.1983 - 21.05.1984 Заступник  директора з виробництва комбінату «Первомайськвугілля».
22.05.1984 - 12.01.1989 Заступник головного інженера, гірничий майстер, помічник  начальника дільниці внутрішньошахтного  конвейєрного    транспорту, гірничий майстер дільниці вентиляції та техніки безпеки шахти «Радуга» комбінату «Первомайськвугілля».
З активною діяльністю Мозальова на посаді фактичного керівника Первомайська у 1980 — 1983 роках пов'язують стрімкий розвиток інфраструктури та будівництва, озеленіння в місті. В останні роки перед розпадом СРСР керував мисливською спілкою.

### На посаді міського голови
До повернення у політику протягом дванадцяти років очолював Попаснянське мисливсько-рибальське товариство. Успіхи на виборах 2002 та 2006 років, на яких Василь Петрович здобував посаду міського голови Первомайська, значною мірою ґрунтувались на здобутому у 1980-ті роки авторитеті. Обидва рази балотувався за підтримки широкого спектра партій, як безпартійний, виграючи вибори з великим відривом — результат понад 75%. Під час його перебування на цій посаді Первомайськ переміг на обласному огляді-конкурсі з благоустрою населених пунктів у 2005 році серед міст обласного значення, очолював рейтинг благоустрою міст області 2007 року.
На місцевих виборах 2010 року з невеликою різницею програв кандидату від КПУ Бабію Б.В. З 2010 року - на пенсії.